# Jean-Michel Caradec
Pour les articles homonymes, voir Caradec et Jean-Michel Caradec'h.
Jean-Michel Caradec est un auteur-compositeur-interprète français, né le 20 septembre 1946 à Morlaix (Finistère) et mort le 29 juillet 1981 à Rambouillet (Yvelines), après un accident de la route alors qu'il rejoignait la tournée France Inter. Il est notamment l'auteur des chansons Ma petite fille de rêve, La Colline aux coralines, Ile ou encore Ma Bretagne quand elle pleut.

## Biographie
Jean-Michel Caradec naît le 20 septembre 1946 à Morlaix (Finistère), d'un père officier-marinier dans la Marine nationale et d'une mère institutrice. La famille est originaire de Brest, où elle vivait avant la guerre. Elle y retourne en 1954.
C'est à Brest que va se forger le futur poète-chanteur. Dès septembre 1954, il est inscrit à l’école nationale de musique de Brest (à présent conservatoire de Brest) où il commence à apprendre le solfège. En 1955, il commence l'apprentissage de la flûte traversière auprès de Paul Caffiaux, un retraité de la musique militaire. Il abandonne fin 1962. Pour son 16e anniversaire, sa sœur lui a offert une guitare qui devient son instrument de prédilection.
C'est à Brest que naît sa dimension poétique. Dans les années 1960, il y avait dans cette ville un groupe de poésie vivante animé par une figure locale, le poète Jean-Yves Le Guen. Le jeune Jean-Michel y participe. Il dédie en 1966 un poème intitulé Dans les deux hémisphères à José Le Moigne, un ami de lycée. Celui-ci l'intègre dans un recueil de poésies publié la même année. Ce texte constituera les paroles du deuxième 45 tours de Jean-Michel Caradec en 1969.
Élève du lycée Saint-Marc à Brest (lycée de l'Iroise, actuellement), il en sort avec le baccalauréat de philosophie, mention assez bien, en 1965. De 1966 à 1968, il suit la préparation à l’École normale supérieure du lycée Henri-IV, à Paris, en vue d'une carrière de professeur de géographie. Mais cela ne lui convient pas. Il renonce et ne passe pas le concours.
Il se produit en public à Brest dans les années 1960 lors de concours de chant locaux (Les Tréteaux chantants), et dans les foyers de jeunes et les cabarets. C'est à Brignogan-Plages, à la fin du mois de juin 1968, où il passait des vacances dans la maison que possédait sa famille au 1, rue des Écoles, que le futur chanteur va ouvrir la porte du destin. Dans cette station balnéaire du Nord-Finistère se déroule le tournage du film Goto, l'île d'amour. Il apprend la présence du comédien Pierre Brasseur grâce à un article dans le journal et va crânement, sa guitare sous le bras, lui présenter ses chansons à son hôtel. Il s'agit en particulier de la chanson Mai 68 qu'il espérait faire interpréter par Serge Reggiani, figure des événements du mois de mai. Touché par son talent et son répertoire original, Pierre Brasseur l'invite à le rejoindre à Paris. Dès le mois de juillet, Jean-Michel Caradec passe une semaine chez Pierre Brasseur et Catherine Sauvage, le temps d'enregistrer une bande magnétique d'une dizaine de chansons. Pierre Brasseur la fait écouter à Serge Reggiani qui se dit intéressé et présente le jeune chanteur à sa maison de disques (Polydor) en septembre 1968, notamment son directeur artistique Jacques Bedos (oncle de Guy Bedos). Ainsi commence la carrière du poète musicien. Un an plus tard, en août 1969, il déclare avoir de grands projets avec Pierre Brasseur, s'entendre très bien avec Georges Moustaki et recevoir de nombreux conseils de la part d'un Reggiani très cordial. Au mois d'avril 1970, conséquence probable d'un début difficile et d'un succès qui se fait attendre, il est moins positif. Il lui faut quelques années de "vache enragée" avant d'atteindre le succès.
Il rencontre l'écrivain Jean-Pierre Chabrol, qui produit et anime une émission télévisée de l'ORTF intitulée Bienvenue, où, de 1966 à 1972, il reçoit chanteurs, acteurs et autres personnalités du monde du spectacle et de la culture. Par Jean-Pierre Chabrol, il fait la connaissance de Georges Brassens. En 1970, Caradec fait la connaissance du chanteur alors débutant Maxime Le Forestier, avec qui il devient rapidement ami.
En 1969, il signe son premier contrat chez Polydor et enregistre quelques 45 tours. Son premier 33 tours sort en 1972. Ce n'est que deux ans plus tard, avec son deuxième album, qu'il rencontre le succès grâce à Ma petite fille de rêve qui devient un tube. Cela fait dire à la presse spécialisée que "Jean-Michel Caradec vient de prouver que les chemins de la poésie mènent parfois à la gloire".
En 1973-1974, il compose la musique du générique de la série de personnages animés Ysengrin de Richard Rein, diffusée à l'ORTF. Il y chante également des chansons. Maxime Le Forestier s'investit aussi dans le projet en chantant la chanson du générique.
Il assure souvent les premières parties de Georges Brassens, de Serge Lama et de son ami Maxime Le Forestier, qui chante Mai 68 sur scène en 1973.
En 1973, sa maison de disque Polydor l'associe avec Jean-Hervé Limeretz pour travailler au clavier, au piano et, surtout, pour lui faire travailler sa voix et l'orienter vers d'autres gammes, autant dans la voix que vers les instruments musicaux. 
En 1976, Jean-Michel Caradec est tête d'affiche à l'Olympia (le 9 février). 
Cette année-là, il enregistre un album de chansons pour enfants. Jean-Hervé Limeretz participe aux claviers et aux chœurs. À sa sortie, l'album est salué par la critique musicale. Au départ, ce disque devait être réalisé avec le parolier Étienne Roda-Gil, mais Caradec écrit lui-même les textes des chansons. Voyant ces textes, Roda-Gil l'encourage à les conserver et à les enregistrer. Très embarrassé, Jean-Michel Caradec trouve un accord avec Étienne Roda-Gil : il travaillera avec son ami René Joly, qui recherchait un parolier pour les chansons d'un album dont le thème serait également l'enfance. Le disque sortira en 1976, presque en même temps que celui de Jean-Michel Caradec.       
Jean-Michel Caradec participe à la comédie musicale Le Rêve de Mai, album conceptuel sorti à l'occasion du 10e anniversaire des événements de Mai 1968, auprès de Nicole Rieu, Nicolas Peyrac et Didier Marouani notamment. De cette comédie musicale, il aura de longs débats et de longues discussions avec Maxime le Forestier à propos des chansons dites « engagées » . Jean-Michel Caradec se voyait comme un troubadour, ou plutôt un artisan de la chanson. Il pensait qu'une chanson ne devait pas s'inscrire dans un contexte, par exemple historique, car les nouvelles générations risquaient de ne pas comprendre de telles chansons, ou plutôt s'en détourner. Cependant, Jean-Michel Caradec ne négligeait pas lui-même de composer des chansons dites « engagées ». Si c'était le cas, il attendait des occasions pour le faire, trouver un sujet qu'il avait à cœur de traiter, mais pour lui, c'était l'envie qui restait la plus importante.
Le plus important pour lui était qu'une chanson soit intemporelle, pour traverser le temps, et s'adapter aux nouvelles générations. Il préférait également les salles à taille humaine aux grandes salles. Le partage de la poésie s’accommode mieux d'une certaine intimité avec le public.    
En 1977, Jean-Hervé Limeretz lui fera faire la connaissance du chanteur Daniel Balavoine. Si Caradec ne participera pas à la comédie musicale Starmania, en 1978, il réussira cependant à y décrocher un rôle pour son ami René Joly.        
En 1978, la catastrophe écologique de l'Amoco Cadiz lui inspire la chanson Portsall et le titre de son nouvel album.   
Jean-Michel Caradec a créé, en 1975, sa maison d'édition Madeline Songs ainsi que son propre studio d'enregistrement, le studio Florian, au sous-sol de la grande maison en meulière qu'il occupait 9 avenue du Maréchal-Foch à Saint-Cloud. 

### Disparition

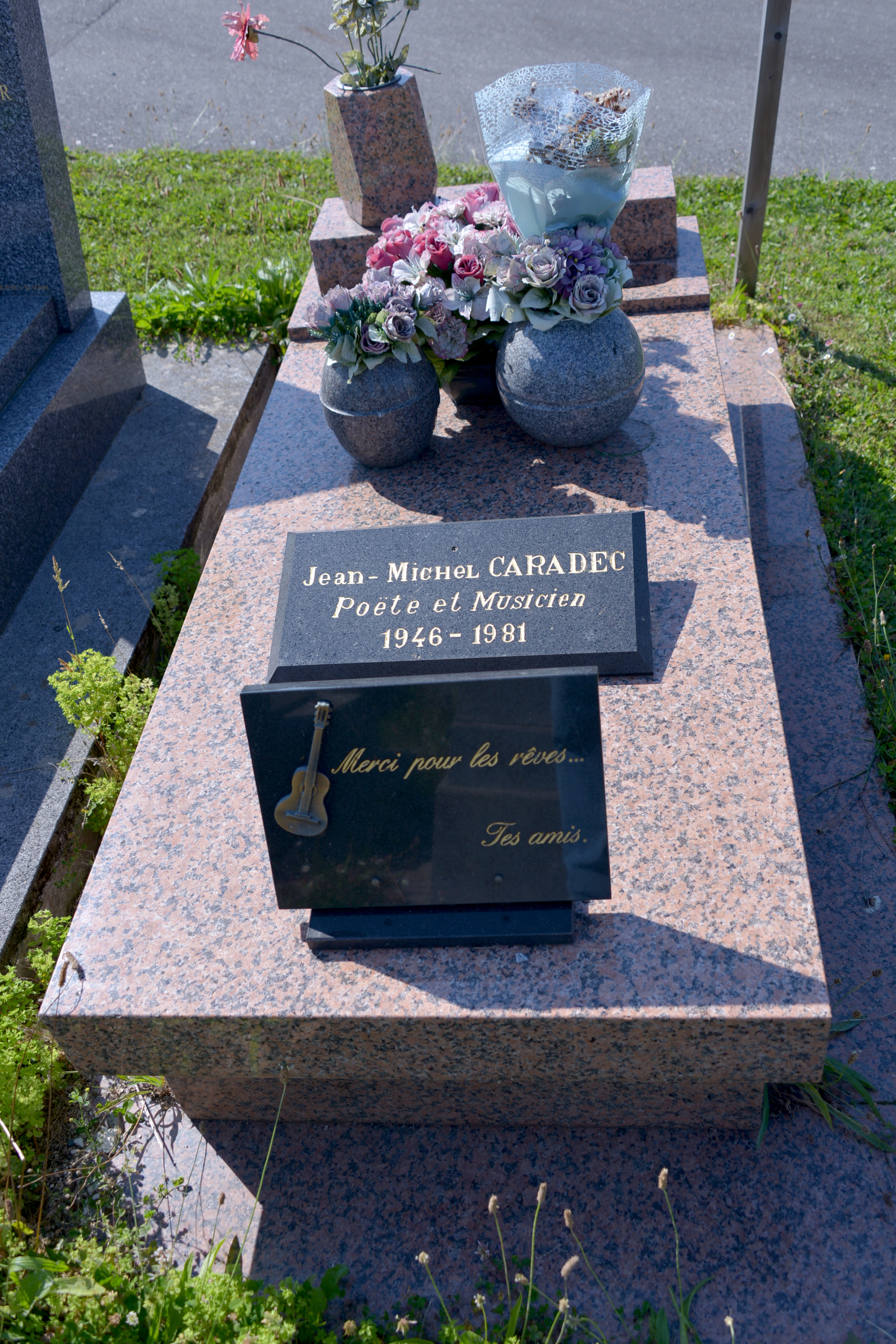
Tombe de Jean-Michel Caradec au cimetière de Recouvrance de Brest.

Le 29 juillet 1981, il roule sur l'autoroute A10 quand, vers 16 heures, sa Citroën CX 2400 GTI s'encastre sous l'arrière d'un poids lourd près du péage de Ponthévrard (St Arnoult). Sans blessures apparentes mais atteint d'une grave hémorragie abdominale, il est transporté à l'hôpital de Rambouillet où il subit une intervention désespérée et meurt dans la soirée, à l'âge de 34 ans. L'origine de l'accident reste indéterminée (des années plus tard, des médias sensiationnalistes parlent de "mystère" ou de "zones d'ombres" mais sans justifications). À ses côtés se trouvait une étudiante et admiratrice de 19 ans qu'il emmenait avec lui dans la Creuse pour rejoindre une tournée France Inter, qui a été grièvement blessée mais a survécu à l'accident. Son dernier album, Dernier avis, est sorti un mois avant. Dans le contexte, ce nom et des titres comme Passeport pour la mort ont pu présenter une résonance particulière. Le chanteur semblait cependant plutôt envisager un nouveau départ. Il s'intéressait notamment au journalisme.
Il est inhumé au cimetière de Recouvrance à Brest.

### Famille
Jean-Michel Caradec était marié avec Patricia Dubois (1952-2020) avec laquelle il a eu deux enfants : Florian (1971-1993) et Madeline (née en 1975)
.

## Collaborations et hommages
Il collabore avec Maxime Le Forestier, avec qui il partage le poète parolier Jean-Pierre Kernoa. En 2011, Maxime Le Forestier écrira que, pour ses premières parties, « c'est Caradec que je choisissais le plus souvent ».  
Jean-Michel Caradec a aidé le chanteur auteur compositeur Didier Barbelivien à ses débuts, en 1974, quand il travaillait toujours comme directeur artistique chez Polydor. Ce dernier écrira une chanson en son honneur, simplement intitulée Caradec, et enregistrera Au château des alouettes sur le même album en 1982. Marie Laforêt, Jack Treese, Roger Mason et Francesca Solleville sont également à compter au rang des collaborations. 
Jean-Michel Caradec s'est également lié d'amitié avec Francis Cabrel à la fin de l'année 1977, séduit par la prestation de celui-ci à l'Olympia. Ils chanteront plusieurs fois ensemble : Jean-Michel Caradec chante Ballade pour ailleurs et Cours camarade sur le double album collectif Le rêve de mai (1978).
Parmi les hommages à Caradec, Michèle Torr reprend Île sur son album Midnight Blue en Irlande (1983). Dix de ses chansons sont interprétées par Louis Capart, Yvon Étienne, Anne Vanderlove, Jean-Luc Roudaut et Claude Besson sur le CD en public Jean-Michel Caradec chanté par... en 2005. Phil Fasan compose et interprète "Caradec" sur son album Rêve Amer en 1994. En 2010, la chanteuse Nolwenn Leroy reprend, dans son album Bretonne, les chansons Ma Bretagne quand elle pleut, ainsi que Ma petite fille de rêve dans son album folk en 2018.
Un concert hommage a été organisé par l'association des amis de Jean Michel Caradec, le 20 septembre 2014, jour de son anniversaire à Gouesnou (Finistère).
En 2018, sous l'impulsion du président de l'Association des amis de Jean-Michel Caradec, l'éditeur phonographique EPM a publié un coffret de 5 CD "Jean-Michel Caradec l'intégrale" reprenant l'ensemble de son œuvre. Il inclut un livret biographique avec, en introduction, des hommages de Maxime Le Forestier, Francis Cabrel, Jean Musy et Yves Duteil.
En 2019, à l'occasion de la fête de la Musique, 250 personnes ont assisté au bel hommage organisé, au cimetière de Recouvrance, par les services des cimetières de la ville de Brest et l’association Les Passeurs de Chansons,. Les chansons de Jean-Michel Caradec font partie intégrante du répertoire de cette association.

## Compositions musicales
L'hymne du Stade lavallois Allez Laval a été écrit par Jean Foucher, Producteur musical des disques Pluriel à Passais la Conception, sur une composition musicale de Jean-Michel Caradec,. Il date de 1976 et correspond à la montée de l'équipe en Division 1. Elle est interprétée par Les enfants de la balle : Il y a dans les chanteurs Yvon Etienne et les Shouters. Un 45 tours enregistré en 1976 au Studio d'Angers est édité : face A, avec les paroles, face B, version instrumentale, pochette dépliable avec un poster de l'équipe.

## Prix et distinctions
- Prix de la SACEM en 1977 pour l'album Ma Bretagne quand elle pleut[24]
- Prix de la SACEM pour Chansons pour enfants (pour son album de 1976) en 1977[25].
- Prix du Haut Comité de la langue française en 1978.

## Discographie

### Singles
Les titres en gras n'ont jamais figuré sur un album ni sur une compilation, ils apparaissent pour la première fois dans l'intégrale de 2018.
- 1969 : Qui ? / Aquarelle
- 1969 : Le bateau / Les deux hémisphères
- 1971 : Complainte pour un enfant / Toucher ta main
- 1971 : La course au soleil / Mille sarabandes
- 1972 : Un petit soleil / Dodo dans tes draps
- 1974 : Monde d'amour / Ma petite fille de rêve (Japon)
- 1974 : Ma petite fille de rêve / Colombine Mélusine et Cie
- 1975 : Ile / La ballade Mc Donald
- 1976 : Quand l'école est finie / Une mandarine
- 1978 : Bande originale du film Le pion : Si ma vie est belle / Minuetto de la 7e sonate de Beethoven / Si ma vie est belle (instrumental)
- 1979 : Maryline / Western
- 1979 : Heureuse un peu / Parle-moi
- 1979 : Passer la nuit avec toi / Je voudrais
- 1981 : Le fil du funambule / A mardi, on s'est pas vu

### Albums
Seuls les cinq derniers albums ont été réédités en CD
Nombreuses compilations, sur 1 seul CD.
- 2018 : Intégrale des enregistrements studio chez EPM, 117 titres (dont des inédits), 5 CD.

Participation
- 1978 : Ballade pour ailleurs / Cours camarade - sur le double LP Philips : Le rêve de mai